# Gaetano Michetti
Pour les articles homonymes, voir Michetti.
Gaetano Michetti, né le 5 mars 1922 à Corridonia, dans la province de Macerata, aux Marches, et mort le 13 décembre 2007 à Corridonia, est un prélat catholique italien. Il a été évêque du diocèse de Pesaro de 1975 à 1998.

## Biographie
Gaetano Michetti est né à Corridonia (Italie), le 5 mars 1922. Ordonné prêtre le 4 août 1948, il devient, en 1949, professeur d'histoire de l’Église et de droit canonique au séminaire de Fermo, fonctions qu'ils assumera jusqu'à ce qu'il devienne en 1953 enseignant en théologie morale. En 1953, il est nommé abbé-prêtre de la paroisse de Saint-Barthélemy de Campofilone, continuant à enseigner au séminaire.

### Évêque
Le 31 mai 1961, il est nommé évêque auxiliaire de Fermo par le pape Jean XXIII, avec le siège titulaire d'Irenopolis-en-Cilicie (de). Il est consacré évêque par Mgr Norberto Perini (it) le 15 août 1961. Il exerce la fonction de père conciliaire de toutes les sessions du Concile Vatican II (de 1962 à 1965).
Il est transféré à Pesaro comme évêque coadjuteur le 7 juillet 1973, et prend, après le décès de Mgr Borromeo, sa succession  le 4 juillet 1975. Le pape ayant accepté sa démission pour raison d'âge le 3 janvier 1998, il se retire dans sa ville natale.
Il meurt le 13 décembre 2007.